# Entreolhares (The Way You’re Looking at Me)
Entreolhares (The Way You're Looking at Me), é o décimo nono single da cantora e compositora brasileira Ana Carolina, extraido do álbum N9ve.
A canção é um dueto com o cantor norte-americano John Legend.

## Videoclipe
O clipe foi ao ar em Setembro e conta com Ana & John gravando a musica no estúdio.
O clipe foi bem editado e foi considerado bom, segundo seus fãs.

## Divulgação
Ana divulgou a canção no Criança Esperança 2009 e também no Domingão do Faustão.

## Desempenho nas Paradas
Entreolhares estreou na posição 45 na parada oficial Billboard Brasil. No Top 10 do Rio de Janeiro, a canção estreou na 7ª posição.
A música foi apontada como indicação no programa Hit Parade Brasil da rádio Jovem Pan.

### Posições
| Paradas (2009/2010)                       | Melhor posição |
| ----------------------------------------- | -------------- |
| Brasil Billboard Hot 100 Airplay          | 34             |
| Brasil Billboard Rio de Janeiro Hot Songs | 1              |